# Чон Хакчин
Чон Хакчин (кор. 정학진, р.22 декабря 1986) — северокорейский борец вольного стиля, чемпион Азиатских игр, призёр чемпионатов Азии.

## Биография
Родился в 1986 году. В 2013 году выиграл чемпионат мира среди военнослужащих. В 2014 году завоевал золотую медаль Азиатских игр. В 2016 году стал серебряным призёром чемпионата Азии, а также вновь выиграл чемпионат мира среди военнослужащих.